# Curculigo racemosa
Curculigo racemosa är en enhjärtbladig växtart som beskrevs av Henry Nicholas Ridley. Curculigo racemosa ingår i släktet Curculigo, och familjen Hypoxidaceae. Inga underarter finns listade i Catalogue of Life.